# Cảnh Hóa
Cảnh Hóa là một xã thuộc huyện Quảng Trạch, tỉnh Quảng Bình, Việt Nam.

## Địa lý
Xã Cảnh Hóa có vị trí địa lý:
- Phía tây giáp huyện Tuyên Hóa
- Phía nam giáp Sông Gianh
- Phía đông giáp xã Quảng Liên và xã Phù Hóa
- Phía bắc giáp xã Quảng Thạch và xã Quảng Liên.

Xã Cảnh Hóa có diện tích 7,74 km², dân số năm 2019 là 4.743 người, mật độ dân số đạt 613 người/km².

## Hành chính
Xã Cảnh Hóa được chia thành 7 thôn: Cấp Sơn, Cây Thị, Kinh Nhuận, Kinh Tân, Ngọa Cương, Thượng Thọ, Vĩnh Thọ.

## Văn hóa

Chùa Ngọa Cương

Ngọa Cương xưa và nay: Nằm cách Quốc lộ 12A chừng vài trăm mét, chùa Ngọa Cương tọa lạc trên một ngọn đồi cao thuộc thôn Ngọa Cương, nổi bật với hai bên là hai con rồng được phủ lớp sơn vàng.
Chùa là nơi ghi dấu sự ra đời chi bộ Đảng đầu tiên của xã Cảnh Hóa. Đây được xem là dấu mốc quan trọng cho sự hình thành và phát triển Đảng bộ xã Cảnh Hóa, Quảng Trạch ngày nay.

### Chắt chắt - Đặc sản Sông Gianh
Khúc sông Gianh chạy qua xã Cảnh Hóa, Phù Hoá thuộc huyện Quảng Trạch, Quảng Bình dài chừng bốn cây số. Đây là vùng giao thoa giữa nước lợ và nước ngọt. Vùng giao thoa này sinh ra một loài hến bé nhỏ, dân gian gọi là chắt chắt.
Người dân ở đây trước còn nghèo lắm và nghề cào chắt chắt như một "cứu cánh". Mùa chắt chắt nhiều nhất là từ tháng Ba đến tháng Tám, nay người Phù Hoá tận dụng cào đến cả tháng 10, 11 âm lịch. Sang mùa giá rét, chắt chắt càng ít đi, hơn nữa mùa này có cào được cũng ít người ăn. Làm nghề này, người ta chỉ sắm chiếc cào, đến mùa trầm mình xuống bờ cát ven sông xúc chắt chắt lẫn trong cát, rồi sàng cát xuống sông, lọc chắt chắt bỏ vào bao mang theo.
Người cào giỏi, ngày kiếm được vài chục lon, đem bán được vài chục nghìn đồng, vậy mà tất cả chi tiêu của gia đình đều từ đó mà ra. Bởi vậy, ở Phù Hoá có gia đình đi cào đủ cả cha mẹ, con cái để kiếm được nhiều chắt chắt, mong đắp đổi hàng ngày. Nhưng cũng thật lạ! Làng Phù Hoá từ xưa đến nay lại được xem là đất học của tỉnh Quảng Bình.
Muốn ăn con chắt chắt cũng kỳ công lắm. Chắt chắt cào được đem xa (rửa) thật kỹ vài ba nước, để cho ráo rồi đun xoong nước thật sôi mới thả vào, bỏ ít muối hạt, dùng bó đũa đánh nhiều lần để gạt nhân sang xoong khác. Bị nước nóng, vỏ chắt chắt nở ra, mặt rời vỏ, nổi lên theo nước sang xoong khác. Cứ gạn qua gạn về cho hết mặt thì thôi. Nước chắt chắt sau khi nấu xong có thể làm canh chan ăn ngay với cơm, thêm chút muối ớt, gừng, cảm giác ngọt lịm.
Chắt chắt còn được xào với mít non lá lốt. Xưa nay, món này dành cho người nghèo. Mít non gọt vỏ, băm nhỏ, thêm một ít lá lốt thái mịn trộn đều xào với chắt chắt. Món này bây giờ được bán ở quán nhậu cũng "hút" khách đáo để vì nó được được dân nhậu phong là "đệ nhất dinh dưỡng" và "đệ nhất sạch"...
Người thích ăn kiểu thông thường thì có thêm ít rau muống hay rau tập tàng thái nhỏ đun vừa chín tới, chan với cơm hoặc bắp rang để ăn. Còn nhân chắt chắt nếu ăn bình thường thì đổ lẫn canh, nếu muốn làm món nhậu thì vớt ra cho vào chảo, bỏ ít dầu, gia vị xào lên, đem xúc bánh tráng, cam đoan ăn mệt nghỉ, còn ăn được chừng nào thì còn thèm chừng ấy. Món này hiện được các quán nhậu bình dân khai thác làm đồ nhậu vừa rẻ, vừa hút thực khách.
Lấy bánh tráng nướng (bánh đa) xúc vào dĩa chắt chắt, dùng đũa gắp một ngọn rau thơm để lên trên và đưa vào miệng. Từ từ nhai để tận hưởng cái giòn tan của bánh đa, cái hương thơm đượm vị phù sa của vừng, cái ngầy ngậy của chắt chắt, trong một chút cay của ớt, một chút chua của cà, một chút nồng của tiêu, một chút thơm của hành... Và cảm giác như vũ trụ đã hội đủ trong vòm họng...